# Martin Fenin
Martin Fenin (født 16. april 1987 i Cheb, Tjekkoslovakiet) er en tjekkisk fodboldspiller, der spiller som angriber hos FK Varnsdorf. Tidligere har han repræsenteret Slavia Prag og FK Teplice. samt Eintracht Frankfurt og Energie Cottbus i Tyskland.

## Landshold
Fenin nåede i sin tid som landsholdsspiller (2007-2010) at spille 16 kampe og score 3 mål for Tjekkiets landshold, som han debuterede for 22. august 2007 i en venskabskamp mod Østrig. Han var en del af den tjekkiske trup til EM i 2008.